# 皮莱阿-霍尔蒂阿蒂斯
皮莱阿-霍尔蒂阿蒂斯（希臘語：Πυλαία-Χορτιάτης）是希腊中马其顿大区塞萨洛尼基专区的市镇，行政中心为帕诺拉马。市镇面积为155.63平方公里，2021年人口数量为72,384人。
此市镇设立于2011年地方政府改革中，由原3个市镇合并而成，原市镇则成为此市镇的3个市区。